# Ліото Мачіда
Ліо́то Карва́лью Мачі́да (порт. Lyoto Carvalho Machida; *30 травня 1978, Салвадор, Бразилія) — бразильський спортсмен, спеціаліст зі змішаних бойових мистецтв (англ. MMA). Чемпіон світу зі змішаних бойових мистецтв у напівважкій ваговій категорії за версією UFC (2009 – 2010 роки). Відзначився перемогами над відомими бійцями світового рівня: чемпіоном світу у легкій вазі Бі Джей Пенном, чемпіоном світу у середній вазі Річем Франкліном, чемпіонами світу у напівважкій вазі Тіто Ортісом, Рашадом Евансом, Ренді Кутюром та Деном Хендерсоном.
Ліото є знавцем карате сьотокан (чорний пояс) і бразильського дзюдзюцу (чорний пояс).
В межах UFC виступи Ліото відзначались такими преміями:
- «Бій вечора» (2 рази)
- «Нокаут вечора» (4 рази)

## Біографія
Ліото Мачіда народився 30 травня 1978 року в місті Салвадор, Бразилія. Він став третім сином в родині японського емігранта, майстра бойових мистецтв Йосидзо Матіди (Йошизо Мачіди). Змалку вивчав бойові мистецтва, зокрема карате. Ліото та його старший брат Шинзо стали наймолодшими спортсменами в Бразилії, що були атестовані на чорний пояс. Цю високу оцінку своїм умінням юний Ліото отримав в 13 років.
Уроки карате Ліото та його брати брали у свого батька, який очолював створену ним академію бойових мистецтв «Apam Machida». А з 1993 року Ліото Мачіда починає вивчати бразильське дзюдзюцу. У віці 15-17 років він вже бере участь у бразильських чемпіонатах, і навіть чемпіонатах Південної Америки. Захоплений вражаючими успіхами свого земляка Ройса Ґрейсі на арені UFC, Мачіда ставить собі за мету досягти того ж.

### Кар'єра в змішаних бойових мистецтвах
2 травня 2003 року Ліото Мачіда дебютує в боях змішаного стилю в японській лізі професійної боротьби. Протягом трьох років він завойовує увагу знавців спорту, перемагаючи у різноманітних міжнародних змаганнях. Мачіді щастить на іменитих супротивників: він здобуває перемогу над Стефаном Боннаром, Річем Франкліном, Бі Джей Пенном. Останнього відмовляли брати участь у бою проти Мачіди, аргументуючи це маловідомістю Ліото, але Пенн наполіг на двобої і врешті програв. Згодом він скаже: «Мачіда — це справжній боєць. Мені подобається, що він тепер чемпіон. Мені подобається дивитись, як він б'ється, можна навіть сказати, що я його фанат».
3 лютого 2007 року Мачіда дебютує в Абсолютному бійцівському чемпіонаті (англ. UFC). Тут він продовжує свій безпрограшний поступ, перемагаючи, зокрема, дуже небезпечних ударників Девіда Хіта, Рамо Сокоджу, екс-чемпіона світу Тіто Ортіза, відправляє у глибокий нокаут свого земляка і спів-претендента на чемпіонський титул Тіаґу Сілву.
23 травня 2009 року Мачіді випадає нагода, заради якої він починав свою кар'єру в MMA — титульний бій проти діючого чемпіона світу у напівважкій ваговій категорії Рашада Еванса. На момент проведення бою Еванс, як і Мачіда, не мав жодної поразки в змішаних бойових мистецтвах. Його першою поразкою став саме цей бій, захист титулу. Наприкінці другого раунду Ліото Мачіда відправив Еванса у нокаут серією потужних ударів кулаками, ставши чемпіоном світу у напівважкій вазі.
Ліото Мачіда захистив титул чемпіона світу 24 жовтня 2009 року у бою проти екс-чемпіона серії PRIDE Маурісіу Руа. Вельми неоднозначний виступ Мачіди був одностайно визнаний суддями переможним із різницею в одне очко (Мачіда — 48, Руа — 47), що спровокувало невдоволення публіки. Президент UFC Дана Уайт на прес-конференції після бою пообіцяв організувати реванш «настільки швидко, наскільки це буде можливо».
Бій-реванш відбувся 8 травня 2010 року на 113 етапі UFC і тривав лише три з половиною хвилини. В рішучому наступі Маурісіу Руа здолав оборону діючого чемпіона і відправив Ліото Мачіду у глибокий нокаут. 2010 рік загалом став невдалим для Мачіди у спортивному сенсі: восени цього року він програв вдруге у своїй кар'єрі, поступившись очками (за роздільним рішенням суддів) екс-чемпіону світу Куінтону Джексону.
Навесні 2011 року, на 129 етапі UFC в Торонто, Мачіда повернувся на шлях перемог, здолавши видовищним нокаутом ветерана змішаних єдиноборств, п'ятиразового чемпіона світу Ренді Кутюра. За виконання удару Ліото був удостоєний премії «Нокаут року» від видання «Sherdog». Взимку того ж року Мачіда вийшов на заміну травмованому Рашаду Евансу в бою за чемпіонський титул. Чемпіон Джон Джонс переміг Ліото технічним підкоренням.
Влітку 2012 року Мачіда переміг нокаутом колишнього претендента на титул — Раяна Бейдера, переможця «Абсолютного бійця». У 2013 році Мачіда здобув перемогу за очками у поєдинку проти екс-чемпіона світу у трьох вагових категоріях Дена Хендерсона, і в тому ж році поступився очками молодому претенденту Філу Девісу. Спірні рішення суддів у обох боях були несхвально прийняті аудиторією чемпіонату. Восени 2013 року Ліото Мачіда дебютував у середній ваговій категорії, вперше за кар'єру скинувши вагу. На турнірі у Манчестері Ліото провів бій проти колишнього одноклубника Марка Муньйоса, відправивши того у нокаут круговим хай-кіком.

### Родина
Мачіда одружений. Восени 2008 року в родині Ліото і Фабіули Мачід народився син Таїу.
У Ліото є три рідних брати і один названий.

## Статистика в змішаних бойових мистецтвах
| Результат | Противник          | Вага     | Спосіб                                | Раунд | Час  | Дата              | Місце                      | Подія                      | Примітки                                                                                     |
| --------- | ------------------ | -------- | ------------------------------------- | ----- | ---- | ----------------- | -------------------------- | -------------------------- | -------------------------------------------------------------------------------------------- |
| Перемога  | Ґеґард Мусасі      | 77-84 кг | Рішення суддів (одностайне)           | 5     | 5:00 | 15 лютого 2014    | Жараґуа-ду-Сул, Бразилія   | «UFC Fight Night 36»       | Нагороджений премією «Бій вечора».                                                           |
| Перемога  | Марк Муньйос       | 77-84 кг | Нокаут (удар ногою)                   | 1     | 3:10 | 26 жовтня 2013    | Манчестер, Велика Британія | «UFC Fight Night 30»       | Нагороджений премією «Нокаут вечора».                                                        |
| Поразка   | Філ Девіс          | 84-93 кг | Рішення суддів (одностайне)           | 3     | 5:00 | 3 серпня 2013     | Ріо-де-Жанейро, Бразилія   | «UFC 163»                  |                                                                                              |
| Перемога  | Ден Хендерсон      | 84-93 кг | Рішення суддів (роздільне)            | 3     | 5:00 | 23 лютого 2013    | Анахайм, США               | «UFC 157»                  |                                                                                              |
| Перемога  | Раян Бейдер        | 84-93 кг | Нокаут (удари кулаками)               | 2     | 1:32 | 4 серпня 2012     | Лос-Анджелес, США          | «UFC on Fox 4»             |                                                                                              |
| Поразка   | Джон Джонс         | 84-93 кг | Технічне підкорення (удушення руками) | 2     | 4:26 | 10 грудня 2011    | Торонто, Канада            | «UFC 140»                  | Бій за титул чемпіона в напівважкій ваговій категорії. Нагороджений премією «Бій вечора».    |
| Перемога  | Ренді Кутюр        | 84-93 кг | Нокаут (удар ногою)                   | 2     | 1:05 | 30 квітня 2011    | Торонто, Канада            | «UFC 129»                  | Нагороджений премією «Нокаут вечора».                                                        |
| Поразка   | Куінтон Джексон    | 84-93 кг | Рішення суддів (роздільне)            | 3     | 5:00 | 20 листопада 2010 | Оберн-Гіллс, США           | «UFC 123»                  |                                                                                              |
| Поразка   | Маурісіу Руа       | 84-93 кг | Нокаут (удари кулаками)               | 1     | 3:35 | 8 травня 2010     | Монреаль, Канада           | «UFC 113»                  | Втратив титул чемпіона у напівважкій ваговій категорії.                                      |
| Перемога  | Маурісіу Руа       | 84-93 кг | Рішення суддів (одностайне)           | 5     | 5:00 | 24 жовтня 2009    | Лос-Анджелес, США          | «UFC 104»                  | Захистив титул чемпіона у напівважкій ваговій категорії.                                     |
| Перемога  | Рашад Еванс        | 84-93 кг | Нокаут (удари кулаками)               | 2     | 3:57 | 23 травня 2009    | Лас-Вегас, США             | «UFC 98»                   | Виграв титул чемпіона у напівважкій ваговій категорії. Нагороджений премією «Нокаут вечора». |
| Перемога  | Тіаґу Сілва        | 84-93 кг | Нокаут (удар кулаком)                 | 1     | 4:59 | 31 січня 2000     | Лас-Вегас, США             | «UFC 94»                   | Нагороджений премією «Нокаут вечора».                                                        |
| Перемога  | Тіто Ортіз         | 84-93 кг | Рішення суддів (одностайне)           | 3     | 5:00 | 24 травня 2008    | Лас-Вегас, США             | «UFC 84»                   |                                                                                              |
| Перемога  | Рамо Тьєрі Сокоджу | 84-93 кг | Підкорення (удушення руками)          | 2     | 4:20 | 29 грудня 2007    | Лас-Вегас, США             | «UFC 79»                   |                                                                                              |
| Перемога  | Кадзухіро Накамура | 84-93 кг | Рішення суддів (одностайне)           | 3     | 5:00 | 22 вересня 2007   | Анахайм, США               | «UFC 76»                   |                                                                                              |
| Перемога  | Девід Хіт          | 84-93 кг | Рішення суддів (одностайне)           | 3     | 5:00 | 21 квітня 2007    | Манчестер, Велика Британія | «UFC 70»                   |                                                                                              |
| Перемога  | Сем Хогер          | 84-93 кг | Рішення суддів (одностайне)           | 3     | 5:00 | 3 лютого 2007     | Лас-Вегас, США             | «UFC 67»                   |                                                                                              |
| Перемога  | Вернон Уайт        | 84-93 кг | Рішення суддів (одностайне)           | 3     | 5:00 | 22 липня 2006     | Лос-Анджелес, США          | «WFA: King of the Streets» |                                                                                              |
| Перемога  | Дімітрі Вандерлей  | 84-93 кг | Технічний нокаут (виснаження)         | 3     | 3:24 | 29 квітня 2006    | Ріо-де-Жанейро, Бразилія   | «Jungle Fight 6»           |                                                                                              |
| Перемога  | Бі Джей Пенн       | Вільна   | Рішення суддів (одностайне)           | 3     | 5:00 | 26 березня 2005   | Сайтама, Японія            | «K-1 Hero's 1»             | Вільна вага: Мачіда – 102 кг; Пенн – 86,5 кг.                                                |
| Перемога  | Сем Греко          | 84-93 кг | Рішення суддів (роздільне)            | 3     | 5:00 | 22 травня 2004    | Сайтама, Японія            | «K-1 MMA Romanex»          |                                                                                              |
| Перемога  | Майкл МакДональд   | 84-93 кг | Підкорення (удушення руками)          | 1     | 2:30 | 14 березня 2004   | Сайтама, Японія            | «K-1 Beast»                |                                                                                              |
| Перемога  | Річ Франклін       | 97 кг    | Технічний нокаут (удари кулаками)     | 2     | 1:03 | 31 грудня 2003    | Кобе, Японія               | «Inoki Bom-Ba-Ye 2003»     |                                                                                              |
| Перемога  | Стефан Боннар      | 84-93 кг | Технічний нокаут (розсічення)         | 1     | 4:21 | 13 вересня 2003   | Манаус, Бразилія           | «Jungle Fight 1»           |                                                                                              |
| Перемога  | Кенґо Ватанабе     | 84-93 кг | Рішення суддів (одностайне)           | 3     | 5:00 | 2 травня 2003     | Токіо, Японія              | «NJPW: Ultimate Crush»     |                                                                                              |